# Duncan Ochieng
Duncan Ochieng (ur. 31 sierpnia 1978 w Nairobi) – kenijski piłkarz grający na pozycji bramkarza.

## Kariera klubowa
Karierę piłkarską Ochieng rozpoczął w klubie Mathare United ze stolicy kraju, Nairobi. W jego barwach zadebiutował w 1994 roku w kenijskiej Premier League. W 1998 i 2000 roku zdobył z Mathare Puchar Kenii. W 2002 roku odszedł na jeden sezon do Mumias Sugar, a w latach 2003–2005 ponownie grał w Mathare United.
W 2005 roku Ochieng został zawodnikiem wietnamskiego zespołu Sông Lam Nghệ An, wywodzącego się z miasta Vinh. W 2006 roku ponownie został piłkarzem Mathare, a w 2007 roku bronił barw szwedzkiego IK Sleipner z Norrköping. W 2008 roku wrócił do Mathare i wywalczył z nim mistrzostwo kraju. W 2011 roku odszedł z Mathare do Tusker Nairobi. Wywalczył z nim mistrzostwo kraju. W latach 2012–2014 grał w Sofapaka Nairobi i w sezonie 2014 zdobył z nim Puchar Kenii. W latach 2014–2020 ponownie grał w Tusker. W sezonie 2016 sięgnął z nim po dublet (mistrzostwo i Puchar Kenii).

## Kariera reprezentacyjna
W reprezentacji Kenii Ochieng zadebiutował 21 kwietnia 1997 roku w przegranym 0:3 towarzyskim meczu z Iranem. W 2004 roku został powołany do kadry na Puchar Narodów Afryki 2004. Tam rozegrał jeden mecz, z Burkina Faso (3:0). Od 1997 do 2013 rozegrał w kadrze narodowej 50 meczów.